# E! People's Choice Awards 2022
La 48ª edizione degli E! People's Choice Awards si è tenuta il 6 dicembre 2022 al Barker Hangar di Santa Monica (California). Il programma è stato trasmesso sulle reti televisive E! ed NBC.
Le candidature sono state annunciate il 26 ottobre 2022.
In seguito sono elencate le categorie, il relativo vincitore è indicato in grassetto.

## Cinema

### Film del 2022
- Doctor Strange nel Multiverso della Follia (Doctor Strange in the Multiverse of Madness)
- The Batman
- Bullet Train
- Elvis
- Jurassic World - Il dominio (Jurassic World Dominion)
- Nope
- Thor: Love and Thunder
- Top Gun: Maverick

### Film drammatico del 2022
- Don't Worry Darling
- Assassinio sul Nilo (Death on the Nile)
- Elvis
- Halloween Ends
- La ragazza più fortunata del mondo (Luckiest Girl Alive)
- Nope
- Scream
- La ragazza della palude (Where the Crawdads Sing)

### Film commedia del 2022
- The Adam Project
- Fire Island
- Hustle
- Hocus Pocus 2
- The Lost City
- Marry Me - Sposami (Marry Me)
- Cheerleader per sempre (Senior Year)
- Ticket to Paradise

### Film d'azione del 2022
- '''Top Gun: Maverick'''
- The Batman
- Black Adam
- Bullet Train
- Doctor Strange nel Multiverso della Follia (Doctor Strange in the Multiverse of Madness)
- Jurassic World - Il dominio (Jurassic World Dominion)
- Thor: Love and Thunder
- The Woman King

### Star maschile in un film del 2022
- Chris Hemsworth - Thor: Love and Thunder
- Tom Cruise - Top Gun: Maverick
- Dwayne Johnson - Black Adam
- Daniel Kaluuya - Nope
- Brad Pitt - Bullet Train
- Chris Pratt - Jurassic World - Il dominio (Jurassic World Dominion)
- Ryan Reynolds - The Adam Project
- Miles Teller - Top Gun: Maverick

### Star femminile in un film del 2022
- Elizabeth Olsen - Doctor Strange nel Multiverso della Follia (Doctor Strange in the Multiverse of Madness)
- Viola Davis - The Woman King
- Gal Gadot - Assassinio sul Nilo (Death on the Nile)
- Jennifer Garner - The Adam Project
- Joey King - Bullet Train
- Jennifer Lopez - Marry Me - Sposami (Marry Me)
- Keke Palmer - Nope
- Queen Latifah - Hustle

### Star in un film drammatico del 2022
- Austin Butler - Elvis
- Jamie Lee Curtis - Halloween Ends
- Gal Gadot - Assassinio sul Nilo (Death on the Nile)
- Daniel Kaluuya - Nope
- Mila Kunis - La ragazza più fortunata del mondo (Luckiest Girl Alive)
- Keke Palmer - Nope
- Florence Pugh - Don't Worry Darling
- Harry Styles - Don't Worry Darling

### Star in un film commedia del 2022
- Adam Sandler - Hustle
- Sandra Bullock - The Lost City
- Jennifer Garner - The Adam Project
- Jennifer Lopez - Marry Me - Sposami (Marry Me)
- Ryan Reynolds - The Adam Project
- Julia Roberts - Ticket to Paradise
- Queen Latifah - Hustle
- Channing Tatum - The Lost City

### Star in un film d'azione del 2022
- Elizabeth Olsen - Doctor Strange nel Multiverso della Follia (Doctor Strange in the Multiverse of Madness)
- Tom Cruise - Top Gun: Maverick
- Viola Davis - The Woman King
- Chris Hemsworth - Thor: Love and Thunder
- Dwayne Johnson - Black Adam
- Joey King - Bullet Train
- Zoë Kravitz - The Batman
- Chris Pratt - Jurassic World - Il dominio (Jurassic World Dominion)

## Televisione

### Serie TV del 2022
- Stranger Things
- Abbott Elementary
- Better Call Saul
- Grey's Anatomy
- House of the Dragon
- Obi-Wan Kenobi
- Saturday Night Live
- This Is Us

### Serie TV drammatica del 2022
- Grey's Anatomy
- Better Call Saul
- Cobra Kai
- Euphoria
- Law & Order - Unità vittime speciali (Law & Order: Special Victims Unit)
- Ozark
- This Is Us
- The Walking Dead

### Serie TV commedia del 2022
- Non ho mai... (Never Have I Ever)
- Abbott Elementary
- Black-ish
- Only Murders in the Building
- Saturday Night Live
- La donna nella casa di fronte alla ragazza dalla finestra (The Woman in the House Across the Street from the Girl in the Window)
- Young Rock
- Young Sheldon

### Serie TV sci-fi/fantasy del 2022
- Stranger Things
- House of the Dragon
- La Brea
- Il Signore degli Anelli - Gli Anelli del Potere (The Lord of the Rings: The Rings of Power)
- Moon Knight
- Obi-Wan Kenobi
- She-Hulk: Attorney at Law
- The Umbrella Academy

### Bingeworthy Show del 2022
- Dahmer - Mostro: la storia di Jeffrey Dahmer (Dahmer - Monster: The Jeffrey Dahmer Story)
- The Bear
- Bel-Air
- The Boys
- Bridgerton
- Inventing Anna
- Scissione (Severance)
- The Thing About Pam

### Star maschile in una serie TV del 2022
- Noah Schnapp - Stranger Things
- Jason Bateman - Ozark
- Sterling K. Brown - This Is Us
- Ice-T - Law & Order - Unità vittime speciali (Law & Order: Special Victims Unit)
- Oscar Isaac - Moon Knight
- Dwayne Johnson - Young Rock
- Ewan McGregor - Obi-Wan Kenobi
- Norman Reedus - The Walking Dead

### Star femminile in una serie TV del 2022
- Ellen Pompeo - Grey's Anatomy
- Kristen Bell - La donna nella casa di fronte alla ragazza dalla finestra (The Woman in the House Across the Street from the Girl in the Window)
- Millie Bobby Brown - Stranger Things
- Quinta Brunson - Abbott Elementary
- Selena Gomez - Only Murders in the Building
- Mariska Hargitay - Law & Order - Unità vittime speciali (Law & Order: Special Victims Unit)
- Mandy Moore - This Is Us
- Maitreyi Ramakrishnan - Non ho mai... (Never Have I Ever)

### Star in una serie TV drammatica del 2022
- Mariska Hargitay - Law & Order - Unità vittime speciali (Law & Order: Special Victims Unit)
- Jason Bateman - Ozark
- Sterling K. Brown - This Is Us
- Mandy Moore - This Is Us
- Ellen Pompeo - Grey's Anatomy
- Norman Reedus - The Walking Dead
- Sydney Sweeney - Euphoria
- Zendaya - Euphoria

### Star in una serie TV commedia del 2022
- Selena Gomez - Only Murders in the Building
- Kristen Bell - La donna nella casa di fronte alla ragazza dalla finestra (The Woman in the House Across the Street from the Girl in the Window)
- Quinta Brunson - Abbott Elementary
- Dwayne Johnson - Young Rock
- Maitreyi Ramakrishnan - Non ho mai... (Never Have I Ever)
- Tracee Ellis Ross -  Black-ish
- Kenan Thompson - Saturday Night Live
- Bowen Yang - Saturday Night Live

### Reality show del 2022
- The Kardashians
- 90 Day Fiancé: Before the 90 Days
- Below Deck Sailing Yacht
- Jersey Shore: Family Vacation
- Love & Hip Hop: Atlanta
- The Real Housewives of Atlanta
- The Real Housewives of Beverly Hills
- Selling Sunset

### Show di competizione del 2022
- The Voice
- America's Got Talent
- American Idol
- The Bachelorette
- Dancing with the Stars
- Lizzo's Watch Out for the Big Grrrls
- The Masked Singer
- RuPaul's Drag Race

### Talk show diurno del 2022
- The Kelly Clarkson Show
- The Drew Barrymore Show
- The Ellen DeGeneres Show
- Good Morning America
- The Jennifer Hudson Show
- Live with Kelly and Ryan
- Today with Hoda & Jenna
- The View

### Talk show notturno del 2022
- The Tonight Show Starring Jimmy Fallon
- The Daily Show
- Jimmy Kimmel Live!
- Last Week Tonight with John Oliver
- Late Night with Seth Meyers
- The Late Show with Stephen Colbert
- The Late Late Show with James Corden
- Watch What Happens Live with Andy Cohen

### Concorrente di uno show del 2022
- Selma Blair - Dancing with the Stars
- Bosco - RuPaul's Drag Race
- Charli D'Amelio - Dancing with the Stars
- The Mayyas - America's Got Talent
- Teyana Taylor - The Masked Singer
- Noah Thompson - American Idol
- Willow Pill - RuPaul's Drag Race
- Gabby Windey - The Bachelorette

### Star di un reality show del 2022
- Khloé Kardashian - The Kardashians
- Garcelle Beauvais - The Real Housewives of Beverly Hills
- Kandi Burruss - The Real Housewives of Atlanta
- Kim Kardashian - The Kardashians
- Kenya Moore - The Real Housewives of Atlanta
- Kyle Richards - The Real Housewives of Beverly Hills
- Michael Sorrentino - Jersey Shore: Family Vacation
- Chrishell Stause - Selling Sunset

## Musica

### Artista maschile del 2022
- Harry Styles
- Bad Bunny
- Luke Combs
- Drake
- Jack Harlow
- Kendrick Lamar
- Charlie Puth
- The Weeknd

### Artista femminile del 2022
- Taylor Swift
- Beyoncé
- Camila Cabello
- Doja Cat
- Lady Gaga
- Lizzo
- Megan Thee Stallion
- Nicki Minaj

### Gruppo musicale del 2022
- BTS
- 5 Seconds of Summer
- Blackpink
- Coldplay
- Imagine Dragons
- Måneskin
- OneRepublic
- Panic! at the Disco

### Artista country del 2022
- Carrie Underwood
- Kelsea Ballerini
- Kane Brown
- Luke Combs
- Miranda Lambert
- Maren Morris
- Thomas Rhett
- Morgan Wallen

### Artista latino del 2022
- Becky G
- Anitta
- Rauw Alejandro
- Bad Bunny
- Karol G
- Rosalía
- Shakira
- Sebastián Yatra

### Artista emergente del 2022
- Latto
- Chlöe
- Dove Cameron
- Gayle
- Muni Long
- Saucy Santana
- Lauren Spencer-Smith
- Steve Lacy

### Album del 2022
- Midnights - Taylor Swift
- Dawn FM - The Weeknd
- Growin' Up - Luke Combs
- Harry's House - Harry Styles
- Mr. Morale & the Big Steppers - Kendrick Lamar
- Renaissance - Beyoncé
- Special - Lizzo
- Un Verano Sin Ti - Bad Bunny

### Canzone del 2022
- "About Damn Time" - Lizzo
- "As It Was" - Harry Styles
- "Break My Soul" - Beyoncé
- "First Class" - Jack Harlow
- "Hold My Hand" - Lady Gaga
- "Me Porto Bonito" - Bad Bunny e Chencho Corleone
- "Super Freaky Girl" - Nicki Minaj
- "Wait for U"  - Future ft. Drake e Tems

### Video musicale del 2022
- "Anti-Hero" - Taylor Swift
- "As It Was" - Harry Styles
- "Left and Right" - Charlie Puth ft. Jung Kook
- "Let Somebody Go" - Coldplay e Selena Gomez
- "Oh My God" - Adele
- "Pink Venom" - Blackpink
- "Provenza" - Karol G
- "Yet to Come (The Most Beautiful Moment)" - BTS

### Collaborazione musicale del 2022
- "Left and Right" - Charlie Puth ft. Jung Kook
- "Bam Bam" - Camila Cabello ft. Ed Sheeran
- "Do We Have a Problem?" - Nicki Minaj e Lil Baby
- "Freaky Deaky" - Tyga e Doja Cat
- "Hold Me Closer" - Elton John e Britney Spears
- "Jimmy Cooks" - Drake ft. 21 Savage
- "Party" - Bad Bunny e Rauw Alejandro
- "Sweetest Pie" - Megan Thee Stallion and Dua Lipa

## Cultura pop

### Celebrità Social del 2022
- Selena Gomez
- Bad Bunny
- Doja Cat
- Lil Nas X
- Lizzo
- Charlie Puth
- Snoop Dogg
- Reese Witherspoon

### Social Star del 2022
- MrBeast
- Addison Rae
- Noah Beck
- Charli D'Amelio
- Khaby Lame
- Mikayla Jane Nogueira
- Brent Rivera
- Jay Shetty

### Comico del 2022
- Kevin Hart - Reality Check
- Whitney Cummings - Jokes
- Jo Koy - Live from the LA Forum
- Steve Martin e Martin Short - You Won't Believe What They Look Like Today
- Chris Rock - Ego Death World Tour 2022
- Amy Schumer - Whore Tour
- David Spade - Nothing Personal
- Wanda Sykes - Stand Out: An LGBTQ+ Celebration

### Game Changer del 2022
- Serena Williams
- Nathan Chen
- Steph Curry
- LeBron James
- Chloe Kim
- Rafael Nadal
- Megan Rapinoe
- Russell Wilson

### Pop Podcast del 2022
- Archetypes
- Anything Goes with Emma Chamberlain
- Armchair Expert with Dax Shepard
- Call Her Daddy
- Conan O'Brien Needs a Friend
- Not Skinny But Not Fat
- SmartLess
- Why Won't You Date Me? with Nicole Byer

### Influencer della Francia del 2022
- Leane Marts
- Ilona Aln
- Benoit Chevalier
- Fabian Crfx
- Juju Fitcats
- Habi
- Rayan Lvtt
- Sally

### Influencer del Brasile del 2022
- Virginia Fonseca
- Arthur Aguiar
- Iran Ferreira (Luva de Pedreiro)
- Gloria Groove
- Vanessa Lopes
- Jade Picon
- Luísa Sonza
- Yarley

## Altri Premi
- People's Icon Award: Ryan Reynolds
- People's Champion Award: Lizzo
- Music Icon Award: Shania Twain